# Skrivena Luka
Skrivena Luka is een plaats in de gemeente Lastovo in de Kroatische provincie Dubrovnik-Neretva. De plaats telt 18 inwoners (2001).